# Liste der denkmalgeschützten Objekte in Wien/Simmering
Die Liste der denkmalgeschützten Objekte in Wien/Simmering enthält die 79 denkmalgeschützten unbeweglichen Objekte des 11. Wiener Gemeindebezirks Simmering.

## Denkmäler
| Foto |                 | Denkmal | Standort                                                       | Beschreibung | Metadaten |
| ---- | --------------- | --- | -------------------------------------------------------------- | --- | --- |
| ja   | Datei hochladen | Friedhof der Namenlosen HERIS-ID: 41065 Objekt-ID: 41431                                                             | 1. Molostraße Standort KG: Albern                              | Der Friedhof diente ab 1840 zur Bestattung von nicht identifizierbaren Wasserleichen, die von der nahen Donau angeschwemmt wurden. Die letzte Beisetzung fand 1940 statt, der Friedhof wird heute als stillgelegt geführt. | BDA-Hist.: Q1457476 Status: Bescheid Stand der BDA-Liste: 2025-06-30 Name: Friedhof der Namenlosen GstNr.: 217/2, 217/3 Friedhof der Namenlosen, Vienna                                                                                        |
| ja   | Datei hochladen | Kriegerdenkmal HERIS-ID: 62123 Objekt-ID: 74644 Wien Kulturgut: 45002                                                | bei Sendnergasse 112 Standort KG: Albern                       | Das von Fritz Meixner geschaffene Denkmal zu Ehren der Gefallenen des Ersten und Zweiten Weltkriegs zeigt eine Christusfigur sowie einen gefallenen Soldaten und eine Kanone. | BDA-Hist.: Q38098819 Status: § 2a Stand der BDA-Liste: 2025-06-30 Name: Kriegerdenkmal GstNr.: 167 |
| ja   | Datei hochladen | Pfarrhof Kaiserebersdorf HERIS-ID: 48172 Objekt-ID: 51580                                                            | Dreherstraße 2 Standort KG: Kaiserebersdorf                    | Der Pfarrhof wurde im 17. Jahrhundert erbaut und 1751 durch Matthias Gerl umgebaut. Er besteht aus zwei zweistöckigen Häusern mit geknickter Straßenfront und einfacher Putzgliederung. | BDA-Hist.: Q38029604 Status: § 2a Stand der BDA-Liste: 2025-06-30 Name: Pfarrhof Kaiserebersdorf GstNr.: 69/1 |
| ja   | Datei hochladen | Bildstock, Weißes Kreuz HERIS-ID: 62127 Objekt-ID: 74649 Wien Kulturgut: 45181                                       | vor Etrichstraße 34 Standort KG: Kaiserebersdorf               | Der Bildstock mit zwiebelturmartiger Bekrönung wurde Ende des 17. Jahrhunderts errichtet. | BDA-Hist.: Q38098827 Status: § 2a Stand der BDA-Liste: 2025-06-30 Name: Bildstock, Weißes Kreuz GstNr.: 1974/1 Weißes Kreuz, Kaiserebersdorf                                                                                                   |
| ja   | Datei hochladen | Ehem. Gutshof, Kremserhof HERIS-ID: 41071 Objekt-ID: 41438                                                           | Kaiser-Ebersdorfer Straße 271 Standort KG: Kaiserebersdorf     | Dieser ehemalige Gutshof wurde im ersten Viertel des 18. Jahrhunderts erbaut. Die Anlage besteht aus Straßentrakt, Hofgebäude, Stallgebäude und einem Wohntrakt mit platzlgewölbter Laubengängen. Abgeschlossen wird sie von einer Umfriedungsmauer mit breiter korbbogiger Einfahrt. | BDA-Hist.: Q37997935 Status: Bescheid Stand der BDA-Liste: 2025-06-30 Name: ehem. Gutshof, Kremserhof GstNr.: 262/3, 263, 264 Kremserhof, Kaiserebersdorf                                                                                      |
| ja   | Datei hochladen | Wohnhaus mit Wirtschaftsgebäude HERIS-ID: 41072 Objekt-ID: 41439                                                     | Kaiser-Ebersdorfer Straße 288 Standort KG: Kaiserebersdorf     | Dieses eingeschoßige Haus mit schlichter Fassade und breitbogigem Korbportal stammt aus dem letzten Viertel des 18. Jahrhunderts. | BDA-Hist.: Q37997945 Status: Bescheid Stand der BDA-Liste: 2025-06-30 Name: Wohnhaus mit Wirtschaftsgebäude GstNr.: 132 Haus Kaiser-Ebersdorfer Straße 288                                                                                     |
| ja   | Datei hochladen | Bürgerhaus HERIS-ID: 41073 Objekt-ID: 41440                                                                          | Kaiser-Ebersdorfer Straße 290 Standort KG: Kaiserebersdorf     | Dieses Haus mit Korbbogenportal wurde vor 1726 erbaut. | BDA-Hist.: Q37997956 Status: Bescheid Stand der BDA-Liste: 2025-06-30 Name: Bürgerhaus GstNr.: 129 |
| ja   | Datei hochladen | Schloss Kaiserebersdorf, Strafvollzugsanstalt Wien-Simmering HERIS-ID: 62025 Objekt-ID: 74532                        | Kaiser-Ebersdorfer Straße 297 Standort KG: Kaiserebersdorf     | An der Stelle des heutigen Schlosses befand sich bereits im 13. Jahrhundert eine Burg. Diese wurde später zu einem Jagd- und Lustschloss umgebaut, heute ist in dem Gebäude die Justizanstalt Wien-Simmering untergebracht. | BDA-Hist.: Q876755 Status: § 2a Stand der BDA-Liste: 2025-06-30 Name: Schloss Kaiserebersdorf, Strafvollzugsanstalt Wien-Simmering GstNr.: 306/1 Schloss Kaiserebersdorf                                                                       |
| ja   | Datei hochladen | Wegkapelle, Georgskapelle HERIS-ID: 62031 Objekt-ID: 74544 Wien Kulturgut: 45178                                     | bei Kaiser-Ebersdorfer Straße 306 Standort KG: Kaiserebersdorf | Die Kapelle wurde 1763 gestiftet und anstelle einer hölzernen Kapelle erbaut, 1912 wurde sie auf den jetzigen Standort versetzt. Sie ist ein kleiner spätbarocker Bau mit rundbogig eingezogenen Portal. Das Rokoko-Schmiedeeisengitter weist Blatt- und Vogelornamente auf. | BDA-Hist.: Q38098589 Status: § 2a Stand der BDA-Liste: 2025-06-30 Name: Wegkapelle, Georgskapelle GstNr.: 265/1 |
| ja   | Datei hochladen | Dorfschmiede HERIS-ID: 62028 Objekt-ID: 74541                                                                        | Kaiser-Ebersdorfer Straße 314 Standort KG: Kaiserebersdorf     | Dieser ehemalige barocke Gutshof stammt aus dem 17. Jahrhundert, hat aber eventuell einen älteren Kern. | BDA-Hist.: Q38098576 Status: Bescheid Stand der BDA-Liste: 2025-06-30 Name: Dorfschmiede GstNr.: 90 Dorfschmiede Kaiserebersdorf |
| ja   | Datei hochladen | Taubenschlag HERIS-ID: 41074 Objekt-ID: 41442                                                                        | Kaiser-Ebersdorfer Straße 322 Standort KG: Kaiserebersdorf     | Dieser Holztaubenschlag mit gemauertem Sockel und Spitzknauf stammt aus der ersten Hälfte des 19. Jahrhunderts. | BDA-Hist.: Q37997965 Status: Bescheid Stand der BDA-Liste: 2025-06-30 Name: Taubenschlag GstNr.: 81 |
| ja   | Datei hochladen | ehemals kaiserliches Jagdhaus HERIS-ID: 41075 Objekt-ID: 41443                                                       | Klebindergasse 10 Standort KG: Kaiserebersdorf                 | Dieses Jagdhaus wurde um 1700 erbaut. Es ist ein zweigeschoßiger Bau mit abgewalmten Satteldach. Das Stiegenhaus mit Tonnengewölben und Deckenspiegel ist (trotz zwischenzeitlich eingezogener Zwischendecken) original erhalten. | BDA-Hist.: Q37997975 Status: Bescheid Stand der BDA-Liste: 2025-06-30 Name: ehemals kaiserliches Jagdhaus GstNr.: 322/2 |
| ja   | Datei hochladen | Kath. Pfarrkirche, hl. Klemens Maria Hofbauer HERIS-ID: 48162 Objekt-ID: 51570                                       | Meidlgasse 19 Standort KG: Kaiserebersdorf                     | Die Kirche wurde 1971/72 nach Plänen von Guido Gnilsen und Erich Eisenhofer erbaut. Es ist ein quadratischer Betonbau, mit den spitzen Anbauten in der Sockelzone ergibt sich daraus ein sternförmiger Grundriss. | BDA-Hist.: Q18629834 Status: § 2a Stand der BDA-Liste: 2025-06-30 Name: Kath. Pfarrkirche, hl. Klemens Maria Hofbauer GstNr.: 1170/2 Pfarrkirche St. Klemens (Wien)                                                                            |
| ja   | Datei hochladen | Kath. Pfarrkirche hll. Peter u. Paul, Wallfahrtskirche Maria am Baum HERIS-ID: 56548 Objekt-ID: 66020                | Münnichplatz Standort KG: Kaiserebersdorf                      | Diese frühbarocke Pfarrkirche stammt aus dem ersten Drittel des 17. Jahrhunderts, und wurde an Stelle einer älteren gotischen Kirche erbaut. Seit der Überführung des Bildes Maria am Baum 1746 ist sie Wallfahrtskirche. 1747 erfolgten kleine Umbauten durch Matthias Gerl. Das Langhaus ist schmal mit Chorapsis unter einem einheitlichen flachen Walmdach. Der markante Turm weist einen Zwiebelhelm und drei Figurennischen auf. | BDA-Hist.: Q19298478 Status: § 2a Stand der BDA-Liste: 2025-06-30 Name: Kath. Pfarrkirche hll. Peter u. Paul, Wallfahrtskirche Maria am Baum GstNr.: 1 Pfarrkirche hll. Peter u. Paul, Kaiserebersdorf                                         |
| ja   | Datei hochladen | Figur, Hl. Johannes Nepomuk HERIS-ID: 62074 Objekt-ID: 74592 Wien Kulturgut: 45179                                   | Münnichplatz Standort KG: Kaiserebersdorf                      | Links vom Haupteingang der Pfarrkirche Kaiserebersdorf befindet sich unter einem Baldachin eine Johannes Nepomuk darstellende Statue aus dem 2. Viertel des 18. Jahrhunderts. | BDA-Hist.: Q38098742 Status: § 2a Stand der BDA-Liste: 2025-06-30 Name: Figur, Hl. Johannes Nepomuk GstNr.: 1930/1 Johann Nepomuk, Pfarrkirche Kaiserebersdorf                                                                                 |
| ja   | Datei hochladen | Schloss Thürnlhof HERIS-ID: 41077 Objekt-ID: 41445                                                                   | Münnichplatz 5 Standort KG: Kaiserebersdorf                    | Die ältesten Teile dieses Schlosskomplexes gehen auf die zweite Hälfte des 16. Jahrhunderts zurück, als zwei Brandstätten und zwei Thürnln (Türme) von Kaiser Ferdinand I. an dessen Koch geschenkt wurden. 1755 wurde der Bau erweitert und in die heutige Form gebracht. Der Baukörper unter flachen Walmdächern ist unregelmäßig angeordnet aber einheitlich fassadiert. Über einem genuteten Erdgeschoß erheben sich Mezzanin und Hauptgeschoß, die durch Lisenen und Putzfelder zusammengefasst werden. Die Hauptfassade ist übergiebelt, an Stelle der Lisenen befindet sich eine ionische Doppelpilasterordnung. | BDA-Hist.: Q37997995 Status: Bescheid Stand der BDA-Liste: 2025-06-30 Name: Schloss Thürnlhof GstNr.: 4/1 Schloss Thürnlhof |
| ja   | Datei hochladen | Wohnhaus, Oberes Neugebäude, ehem. Meierhof HERIS-ID: 62117 Objekt-ID: 74637                                         | Neugebäudestraße 102 Standort KG: Kaiserebersdorf              | Dieses zur Gesamtanlage des Schlosses gehörende ehemalige Wachhaus wurde Anfang des 18. Jahrhunderts erbaut. | BDA-Hist.: Q38098792 Status: § 2a Stand der BDA-Liste: 2025-06-30 Name: Wohnhaus, Oberes Neugebäude, ehem. Meierhof GstNr.: 718 Oberes Neugebäude                                                                                              |
| ja   | Datei hochladen | Schloss Neugebäude HERIS-ID: 41066 Objekt-ID: 41432                                                                  | Otmar-Brix-Gasse 1 Standort KG: Kaiserebersdorf                | Das Schloss Neugebäude wurde in der zweiten Hälfte des 16. Jahrhunderts als Lustschloss für Kaiser Maximilian II. errichtet. Heute werden die Räumlichkeiten für verschiedene Veranstaltungen genutzt, in dem ehemaligen „oberen“, südlichen Garten befindet sich die Feuerhalle Simmering. | BDA-Hist.: Q672361 Status: § 2a Stand der BDA-Liste: 2025-06-30 Name: Schloss Neugebäude GstNr.: 721, 725, 726, 727/1, 1949/2, 699 Neugebäude Palace                                                                                           |
| ja   | Datei hochladen | Schule HERIS-ID: 48163 Objekt-ID: 51571                                                                              | Rzehakgasse 7 Standort KG: Kaiserebersdorf                     | Diese Schule wurde 1913/14 durch Guido Gröger erbaut und markiert den Übergang von einem traditionell-ärarischen Bautyp zu freieren Formen. | BDA-Hist.: Q38029588 Status: § 2a Stand der BDA-Liste: 2025-06-30 Name: Schule GstNr.: 1487/1 |
| ja   | Datei hochladen | Zentralfriedhof HERIS-ID: 110897 Objekt-ID: 128657                                                                   | Simmeringer Hauptstraße 234 u. a. Standort KG: Kaiserebersdorf | Der Zentralfriedhof wurde 1874 eröffnet und zählt zu den größten Friedhofsanlagen Europas. Die Karl-Borromäus-Kirche im Zentrum des Friedhofs wurde von 1908 bis 1910 nach Plänen von Max Hegele im Jugendstil errichtet. | BDA-Hist.: Q240744 Status: Bescheid Stand der BDA-Liste: 2025-06-30 Name: Anlage Zentralfriedhof GstNr.: 755, 756, 860/1, 860/2, 860/3, 860/4, 860/5, 860/6, 860/7, 870/8, 894, 898, 908, 1963, 2170, 2171, 2173, 2174 Vienna Central Cemetery |
| ja   | Datei hochladen | Kirche des Evangelischen Friedhofs HERIS-ID: 64138 Objekt-ID: 76841                                                  | Simmeringer Hauptstraße 242 Standort KG: Kaiserebersdorf       | Die Heilandskirche befindet sich im hinteren Eingangsbereich des evangelischen Friedhofs. Die Friedhofsanlage wurde von Karl Friedrich Wolschner und Rupert Diedtel gestaltet, die Eröffnung erfolgte 1904. | BDA-Hist.: Q64485340 Status: § 2a Stand der BDA-Liste: 2025-06-30 Name: Kirche des Evangelischen Friedhofs GstNr.: 938/3 Heilandskirche im Zentralfriedhof                                                                                     |
| ja   | Datei hochladen | Neue Israelitische Abteilung HERIS-ID: 64139 Objekt-ID: 76842                                                        | Simmeringer Hauptstraße 246 Standort KG: Kaiserebersdorf       | Die neue israelitische Abteilung bei Tor 4 wurde 1916 errichtet, als die bereits bestehende bei Tor 1 ausgelastet war. Die beiden israelitischen Abteilungen sind die mit Abstand größten konfessionelle Abteilungen im Bereich des Zentralfriedhofs. | BDA-Hist.: Q64485342 Status: § 2a Stand der BDA-Liste: 2025-06-30 Name: Neue Israelitische Abteilung GstNr.: 935/10 New Jewish Cemetery (Zentralfriedhof, Vienna)                                                                              |
| ja   | Datei hochladen | Krematorium Städtische Feuerhalle HERIS-ID: 62780 Objekt-ID: 75364                                                   | Simmeringer Hauptstraße 337 Standort KG: Kaiserebersdorf       | Die Feuerhalle Simmering wurde nach Plänen von Clemens Holzmeister errichtet und als erstes österreichisches Krematorium 1922 eröffnet. Sie befindet sich im ehemaligen oberen Garten des Schlosses Neugebäude. | BDA-Hist.: Q1409544 Status: Bescheid Stand der BDA-Liste: 2025-06-30 Name: Krematorium Städtische Feuerhalle GstNr.: 970/12, 1949/1 Feuerhalle Simmering                                                                                       |
| ja   | Datei hochladen | Friedhof Kaiserebersdorf HERIS-ID: 62122 Objekt-ID: 74642                                                            | Thürnlhofstraße 27 Standort KG: Kaiserebersdorf                | Im Bereich der Ortschaft Kaiserebersdorf befand sich bereits im 17. Jahrhundert ein Friedhof, der später verlegt wurde. Heute zählt der Friedhof mit einer Fläche von 12.060 m² und 1.135 Grabstellen zu den kleineren Friedhöfen Wiens. | BDA-Hist.: Q1721633 Status: Bescheid Stand der BDA-Liste: 2025-06-30 Name: Friedhof Kaiserebersdorf GstNr.: 1112/3 Kaiserebersdorfer Friedhof                                                                                                  |
| ja   | Datei hochladen | Bildstock, Cholerakreuz HERIS-ID: 62118 Objekt-ID: 74638 Wien Kulturgut: 45005                                       | Zehngrafweg Standort KG: Kaiserebersdorf                       | Dieses Steinkreuz mit Kranz stammt aus der Zeit um 1900 und gedenkt der Choleraopfer unter den Soldaten 1866. | BDA-Hist.: Q38098803 Status: § 2a Stand der BDA-Liste: 2025-06-30 Name: Bildstock, Cholerakreuz GstNr.: 1090 Cholerakreuz Zehngrafenweg (Simmering)                                                                                            |
| ja   | Datei hochladen | Verwaltungsgebäude des Wiener E-Werkes Simmering HERIS-ID: 30853 Objekt-ID: 27647                                    | 1. Haidequerstraße 1 Standort KG: Simmering                    | Dieses Verwaltungsgebäude ist der Rest des ursprünglichen 1900–1902 gebauten Simmeringer E-Werks. Es ist in der für historistische Industriebauten typischen Sichtziegelbauweise gehalten. | BDA-Hist.: Q37938332 Status: Bescheid Stand der BDA-Liste: 2025-06-30 Name: Verwaltungsgebäude des Wiener E-Werkes Simmering GstNr.: 1933/8 Kraftwerk Simmering - Verwaltungsgebäude                                                           |
| ja   | Datei hochladen | Wohnhausanlage der Gemeinde Wien Hasenleiten HERIS-ID: 48140 Objekt-ID: 51541 Wiener Wohnen: 148                     | Albin-Hirsch-Platz 1, 2 Standort KG: Simmering                 | Diese Wohnhausanlage wurde 1937 begonnen, und 1950 von Oskar Heymann und Fritz Puntzmann fertig gestellt. Es handelt sich um zwei- bis dreigeschoßige Blocks mit glatten Fassaden, die gartenstadtartig ein weites Areal einnehmen, wobei die zentralen Bauteile um den dadurch gebildeten Albin-Hirsch-Platz U-förmig angeordnet sind. | BDA-Hist.: Q38029510 Status: § 2a Stand der BDA-Liste: 2025-06-30 Name: Wohnhausanlage der Gemeinde Wien Hasenleiten GstNr.: 808/1, 808/2, 808/3, 808/4, 808/5, 808/6, 808/7, 808/8 Wohnhausanlage Hasenleiten                                 |
| ja   | Datei hochladen | Bildstock, Johannesstöckl HERIS-ID: 61825 Objekt-ID: 74302 Wien Kulturgut: 61474                                     | bei Am Kanal 61 Standort KG: Simmering                         | In der Nische des neben der S-Bahn-Station Geiselbergstraße stehenden Bildstocks befindet sich eine Steinfigur Johannes Nepomuks aus der Mitte des 18. Jahrhunderts. Zum Zeitpunkt der Errichtung des Bildstocks Ende des 19. Jahrhunderts befand sich an der Stelle der heutigen S-Bahn-Unterführung eine Brücke über den damals hier verlaufenden Wiener Neustädter Kanal. | BDA-Hist.: Q38097520 Status: § 2a Stand der BDA-Liste: 2025-06-30 Name: Bildstock, Johannesstöckl GstNr.: 1960/8 Johannesstöckl Simmering |
| ja   | Datei hochladen | Volksschule der Stadt Wien HERIS-ID: 48132 Objekt-ID: 51533                                                          | Braunhubergasse 3 Standort KG: Simmering                       | Diese Volksschule wurde 1874 erbaut. Es ist ein kubischer dreigeschoßiger Bau mit flachen Seitenrisaliten. Ein Eisengeländer im Stiegenhaus stammt noch aus der Bauzeit. | BDA-Hist.: Q38029488 Status: § 2a Stand der BDA-Liste: 2025-06-30 Name: Volksschule der Stadt Wien GstNr.: 678/31 |
| ja   | Datei hochladen | Glaubenskirche Evang. Pfarrkirche A.B. und Gemeindezentrum HERIS-ID: 48128 Objekt-ID: 51527                          | Braunhubergasse 22 Standort KG: Simmering                      | Die Glaubenskirche wurde von 1962 bis 1963 nach Entwürfen von Roland Rainer errichtet. | BDA-Hist.: Q1530020 Status: § 2a Stand der BDA-Liste: 2025-06-30 Name: Glaubenskirche Evang. Pfarrkirche A.B. und Gemeindezentrum GstNr.: .1888 Glaubenskirche (Vienna)                                                                        |
| ja   | Datei hochladen | Kommunaler Wohnbau, Josef-Scheu-Hof HERIS-ID: 48118 Objekt-ID: 51514 Wiener Wohnen: 132                              | Ehamgasse 4 Standort KG: Simmering                             | Die städtische Wohnhausanlage wurde von 1925 bis 1926 nach Plänen von Franz Wiesmann errichtet. Sie umfasst 187 Wohnungen. Der 2.100 m² große Innenhof verfügt über eine Pergola, in deren Zentrum ein Wasserbecken mit einer von Anton Endstorfer gestalteten Nixchen-Brunnenplastik steht. | BDA-Hist.: Q1388999 Status: § 2a Stand der BDA-Liste: 2025-06-30 Name: Wohnhausanlage der Gemeinde Wien, Josef-Scheu-Hof GstNr.: .1552 Josef-Scheu-Hof                                                                                         |
| ja   | Datei hochladen | Kath. Pfarrkirche Neusimmering Zur unbefleckten Empfängnis HERIS-ID: 56735 Objekt-ID: 66294                          | Enkplatz Standort KG: Simmering                                | Die Kirche wurde von 1907 bis 1910 nach Entwürfen von Hans Schneider errichtet. Das dreischiffige Kircheninnere bietet 2800 Menschen Platz. Sie weist romanisierende Formen mit einzelnen secessionistischen Dekorelementen auf. | BDA-Hist.: Q1981623 Status: § 2a Stand der BDA-Liste: 2025-06-30 Name: Kath. Pfarrkirche Neusimmering Zur unbefleckten Empfängnis GstNr.: 201/4, 201/5 Pfarrkirche Neusimmering                                                                |
| ja   | Datei hochladen | Bildstock, Sefritkreuz HERIS-ID: 61676 Objekt-ID: 74128 Wien Kulturgut: 45001                                        | Enkplatz Standort KG: Simmering                                | Dieser Bildstock stammt aus den 1620er-Jahren. Es ist ein hoher Vierkantpfeiler mit vertieften Rundbogen- und Rechteckfeldern. Die Inschrift bezieht sich auf den Stifter Georg Sefrit und die 1840 sowie 1949 vorgenommenen Restaurierungen. | BDA-Hist.: Q28727968 Status: § 2a Stand der BDA-Liste: 2025-06-30 Name: Bildstock, Sefritkreuz GstNr.: 391/2 Sefritkreuz, Simmering |
| ja   | Datei hochladen | Amtshaus/Heimatmuseum HERIS-ID: 48114 Objekt-ID: 51510                                                               | Enkplatz 2 Standort KG: Simmering                              | In dem 1895 nach Entwürfen von Adolf Langer errichteten Gebäude sind das Magistratische Bezirksamt für den 11. Bezirk und das Bezirksmuseum Simmering untergebracht. | BDA-Hist.: Q38029386 Status: § 2a Stand der BDA-Liste: 2025-06-30 Name: Amtshaus/Heimatmuseum GstNr.: .463 Amtshaus Simmering |
| ja   | Datei hochladen | Hauptschule der Stadt Wien HERIS-ID: 48116 Objekt-ID: 51512                                                          | Enkplatz 4 Standort KG: Simmering                              | Diese Schule wurde 1966 von Helmut Schinzel, Josef Czapka und Wolfgang Schwarzacher erbaut. Von den fünf Baukörpern sind die zwei Haupttrakte durch eine ebenerdige Halle verbunden. | BDA-Hist.: Q38029397 Status: § 2a Stand der BDA-Liste: 2025-06-30 Name: Hauptschule der Stadt Wien GstNr.: 394/2 Schule Enkplatz 4, Simmering                                                                                                  |
| ja   | Datei hochladen | Gaswerk Simmering HERIS-ID: 31509 Objekt-ID: 28478                                                                   | Erdbergstraße 236 Standort KG: Simmering                       | Das Gaswerk wurde 1896–1899 erbaut und ist eines der bedeutendsten Industriedenkmäler Wiens. Die Architektur folgt dem damaligen Muster von Industriebauten, insbesondere durch den Sichtziegelstil. Erhalten sind neben den ebenfalls zum Komplex gehörenden "Gasometer" die Verwaltungsgebäude, insbesondere auch der Wasserturm mit Zinnenkranz und Glockenhaube. Zu diesem Ensemble gehört auch ein abseits der anderen gelegenes Verwaltungsgebäude, ebenfalls im Sichtziegelstil (Eyzinggasse 12, Lage) | BDA-Hist.: Q124633479 Status: Bescheid Stand der BDA-Liste: 2025-06-30 Name: Gaswerk Simmering GstNr.: .1193/1, .1193/27, .1193/29 Gaswerk Simmering - Verwaltungsgebäude und Wasserturm                                                       |
| ja   | Datei hochladen | Wohnhausanlage der Gemeinde Wien HERIS-ID: 48095 Objekt-ID: 51485 Wiener Wohnen: 822                                 | Fuchsröhrenstraße 22–30 Standort KG: Simmering                 | Diese in einem nüchternen Stil gehaltene kommunale Wohnhausanlage wurde 1930–1932 von Rudolf Perthen erbaut. | BDA-Hist.: Q38029325 Status: § 2a Stand der BDA-Liste: 2025-06-30 Name: Wohnhausanlage der Gemeinde Wien GstNr.: .1662 |
| ja   | Datei hochladen | Mosaike „Falknerei“ und „Alt-Wiener Szenen“ HERIS-ID: 48137 Objekt-ID: 51538                                         | Geiselbergstraße 16–24 Standort KG: Simmering                  | An den Fassaden von zwei Gebäuden des von 1954 bis 1956 errichteten Gemeindebaus Gustav-Fuchs-Hof befinden sich die 1954 von Otto Rudolf Schatz geschaffenen Mosaike (auch Darstellungen aus dem Alltag und Jagd genannt). | BDA-Hist.: Q38029500 Status: § 2a Stand der BDA-Liste: 2025-06-30 Name: Mosaike „Falknerei“ und „Alt-Wiener Szenen“ GstNr.: .1954 Mosaics Gustav-Fuchs-Hof                                                                                     |
| ja   | Datei hochladen | Städtisches Volksbad HERIS-ID: 61827 Objekt-ID: 74304                                                                | Geiselbergstraße 54 Standort KG: Simmering                     | Das Bad wurde 1900/01 erbaut und weist flache Seitenrisalite auf. Die flachen Fenster sind durch Gesimse verbunden. | BDA-Hist.: Q38097529 Status: § 2a Stand der BDA-Liste: 2025-06-30 Name: Städtisches Volksbad GstNr.: .1157 |
| ja   | Datei hochladen | Kommunaler Wohnbau, Widholz-Hof HERIS-ID: 48119 Objekt-ID: 51515 Wiener Wohnen: 133                                  | Geiselbergstraße 60–64 Standort KG: Simmering                  | Die städtische Wohnhausanlage wurde von 1925 bis 1926 nach Plänen von Engelbert Mang errichtet. Sie umfasst 181 Wohnungen. Im dreieckigen Straßenhof in der Geiselbergstraße befindet sich der von Alfred Hofmann gestaltete Pelikanbrunnen. | BDA-Hist.: Q2567981 Status: § 2a Stand der BDA-Liste: 2025-06-30 Name: Wohnhausanlage der Gemeinde Wien, Widholz-Hof GstNr.: .1554 Widholzhof                                                                                                  |
| ja   | Datei hochladen | Bundesrealgymnasium HERIS-ID: 48121 Objekt-ID: 51517                                                                 | Gottschalkgasse 21 Standort KG: Simmering                      | Die Schule wurde auf der Grundlage etwa zehn Jahre alter Planungen 1919–1921 erbaut. Es ist ein dreigeschoßiger Bau mit konvex geschwungener Fassade. Es weist drei Rundbogenportale auf, einzelne Geschoße sind durch Lisenen oder Arkadenfenster gegliedert. Am Walmdach befinden sich gedoppelte Rundbogenlukarnen. | BDA-Hist.: Q38029422 Status: § 2a Stand der BDA-Liste: 2025-06-30 Name: Bundesrealgymnasium GstNr.: .1451 |
| ja   | Datei hochladen | Gedenktafel/-stein, Mahnmal ÖBB Werkstätten Simmering HERIS-ID: 112863 Objekt-ID: 131088seit 2017                    | bei Grillgasse 48 Standort KG: Simmering                       | Der Gedenkstein für NS-Opfer der ÖBB-Hauptwerkstätten stammt von Rudolf Hönigsfeld und wurde 1946 enthüllt. | BDA-Hist.: Q37832415 Status: Bescheid Stand der BDA-Liste: 2025-06-30 Name: Gedenktafel/-stein, Mahnmal ÖBB Werkstätten Simmering GstNr.: 1874/12 Gedenkstätte für NS-Opfer (Wien, Grillgasse 48, ÖBB-Technische Service GmbH)                 |
| ja   | Datei hochladen | Gaswerk, Reglerhaus zwischen den Gasbehältern HERIS-ID: 46703 Objekt-ID: 48833                                       | Guglgasse 10 Standort KG: Simmering                            | Dieses Reglerhäuschen gehört ebenfalls zum Komplex des Gaswerks Simmering und stammt ebenfalls aus dem Jahr 1899. | BDA-Hist.: Q38023109 Status: Bescheid Stand der BDA-Liste: 2025-06-30 Name: Gaswerk, Reglerhaus zwischen den Gasbehältern GstNr.: .1193/22 |
| ja   | Datei hochladen | Gasometer, Teleskopgasbehälter Nr. 1–4 HERIS-ID: 41068 Objekt-ID: 41435                                              | Guglgasse 6, 8, 12, 14 Standort KG: Simmering                  | Die vier Gasbehälter des Gaswerks Simmering wurden 1896 errichtet. Nach ihrer Stilllegung im Jahr 1984 wurden sie schließlich von 1999 bis 2001 umgebaut und beherbergen heute unter anderem Wohnhausanlagen, ein Einkaufszentrum und eine Veranstaltungshalle. | BDA-Hist.: Q697527 Status: Bescheid Stand der BDA-Liste: 2025-06-30 Name: Gasometer, Teleskopgasbehälter Nr.1 – 4 GstNr.: .1193/16, .1193/21, .1193/23, .1193/24 Gasometer, Vienna                                                             |
| ja   | Datei hochladen | Kindergarten HERIS-ID: 48141 Objekt-ID: 51542                                                                        | Hasenleitengasse 9 Standort KG: Simmering                      | Dieser eingeschoßige Bau wurde 1940 von Moritz Servé erbaut. Das Mittelportal weist Lunetten auf. | BDA-Hist.: Q38029519 Status: § 2a Stand der BDA-Liste: 2025-06-30 Name: Kindergarten GstNr.: 808/10 |
| ja   | Datei hochladen | Kommunaler Wohnbau, Dr.-Franz-Klein-Hof HERIS-ID: 62045 Objekt-ID: 74559 Wiener Wohnen: 130                          | Herbortgasse 22-24 Standort KG: Simmering                      | Die städtische Wohnhausanlage wurde von 1924 bis 1925 nach Plänen von Karl Krist errichtet. Sie umfasst 223 Wohnungen. Im Innenhof befinden sich zwei vom Bildhauer Siegfried Bauer geschaffene Konsolfiguren, im Eingangsbereich in der Herbortgasse ist eine von Wilhelm Frass gestaltete Gedenktafel angebracht. Anmerkung: Identadressen Am Kanal 71, Grillgasse 40, Herderplatz 6 | BDA-Hist.: Q1253745 Status: § 2a Stand der BDA-Liste: 2025-06-30 Name: Wohnhausanlage der Gemeinde Wien, Dr.-Franz-Klein Hof GstNr.: .1892 Dr.-Franz-Klein-Hof                                                                                 |
| ja   | Datei hochladen | Wohnhausanlage der Gemeinde Wien HERIS-ID: 48130 Objekt-ID: 51529 Wiener Wohnen: 821                                 | Herbortgasse 43 Standort KG: Simmering                         | Diese Wohnhausanlage wurde 1929 von Heinz Rollig errichtet. Dieser in Form einer Blockverbauung errichtete Hof weist einen repräsentativen Ecktrakt, eine massive Balkonzone und einen Eingang in verschiedenfarbiger Ziegelbauweise auf. | BDA-Hist.: Q38029467 Status: § 2a Stand der BDA-Liste: 2025-06-30 Name: Wohnhausanlage der Gemeinde Wien GstNr.: .1553 Wohnhausanlage Herbortgasse 43                                                                                          |
| ja   | Datei hochladen | Brunnen HERIS-ID: 62049 Objekt-ID: 74566 Wien Kulturgut: 78314                                                       | Herderplatz 1, bei Standort KG: Simmering                      | Im Zentrum der Herderparks befindet sich der 1931 errichteter Brunnen mit der von Franz Sautner gestalteten Steinplastik „Meerjungfrau“. | BDA-Hist.: Q38098624 Status: § 2a Stand der BDA-Liste: 2025-06-30 Name: Brunnen GstNr.: 399 Mermaid Fountain, Herderpark |
| ja   | Datei hochladen | Kinderfreibad HERIS-ID: 45389 Objekt-ID: 46714                                                                       | Herderplatz Standort KG: Simmering                             | Das 1929 errichtete Kinderfreibad liegt im nördlichen Teil des Herderparks. Das Gebäude wurde in den 1990er Jahren generalsaniert und im Jänner 2009 durch einen Brand schwer beschädigt. Nach Abriss der Brandruine wurde das Holzgebäude im Einvernehmen mit dem Bundesdenkmalamt rekonstruiert, im Juli 2009 erfolgte die Wiedereröffnung des Bades. | BDA-Hist.: Q38015509 Status: Bescheid Stand der BDA-Liste: 2025-06-30 Name: Kinderfreibad GstNr.: 393/11 Familienbad Herderpark |
| ja   | Datei hochladen | Volksschule der Stadt Wien HERIS-ID: 41070 Objekt-ID: 41437                                                          | Herderplatz 1, 1A Standort KG: Simmering                       | Das Schulgebäude wurde von 1910 bis 1911 nach Entwürfen von Rudolf Otto Gerger errichtet. | BDA-Hist.: Q37997922 Status: § 2a Stand der BDA-Liste: 2025-06-30 Name: Volksschule der Stadt Wien GstNr.: 410/20 Volksschule Herderplatz |
| ja   | Datei hochladen | Kommunaler Wohnbau, Friedrich-Engels-Hof HERIS-ID: 62048 Objekt-ID: 74563 Wiener Wohnen: 135                         | Herderplatz 5 Standort KG: Simmering                           | Die städtische Wohnhausanlage wurde von 1925 bis 1926 nach Plänen von Hugo Gorge, Alfons Hetmanek und Franz Kaym errichtet. Sie umfasst 164 Wohnungen. Im Hof befindet sich ein Brunnen, die Steinskulpturen Schreitender Mann und Schreitende Frau wurden von Karl Stendal gestaltet. | BDA-Hist.: Q1457744 Status: § 2a Stand der BDA-Liste: 2025-06-30 Name: Wohnhausanlage der Gemeinde Wien, Friedrich-Engels-Hof GstNr.: .1891 Friedrich-Engels-Hof                                                                               |
| ja   | Datei hochladen | Kath. Pfarrkirche, Altsimmeringer Pfarrkirche Hl. Laurenz HERIS-ID: 48154 Objekt-ID: 51561                           | Kaiser-Ebersdorfer Straße Standort KG: Simmering               | Das ursprüngliche Kirchengebäude gilt als eines der ältesten Wiens. Die Kirche in ihrer heutigen Form wurde im 18. Jahrhundert unter Baumeister Mathias Gerl errichtet. | BDA-Hist.: Q445430 Status: § 2a Stand der BDA-Liste: 2025-06-30 Name: Kath. Pfarrkirche, Altsimmeringer Pfarrkirche Hl.Laurenz GstNr.: 2227 Pfarrkirche Altsimmering                                                                           |
| ja   | Datei hochladen | Pfarrzentrum St. Laurenz HERIS-ID: 48153 Objekt-ID: 51560                                                            | Kobelgasse 13 Standort KG: Simmering                           | Das Gebäude wurde 1914 von Anton Heindl als Kindergarten erbaut. Der Dekor ist teilweise secessionistisch beeinflusst. | BDA-Hist.: Q38029558 Status: § 2a Stand der BDA-Liste: 2025-06-30 Name: Pfarrzentrum St. Laurenz GstNr.: 2251 Pfarrzentrum St. Laurenz, Simmering                                                                                              |
| ja   | Datei hochladen | Pfarrhof, ehem. Schule und Armenhaus HERIS-ID: 41076 Objekt-ID: 41444                                                | Kobelgasse 24 Standort KG: Simmering                           | Dieses klassizistisch-biedermeierliche Gebäude wurde 1794/95 erbaut und 1821 aufgestockt. Es ist ein langgestreckter freistehender Bau auf erhöhter Geländestufe. Das Erdgeschoß ist genutet mit seichten Rundbogen-Fensternischen, das Obergeschoß weist breite Lisenen auf. | BDA-Hist.: Q37997985 Status: § 2a Stand der BDA-Liste: 2025-06-30 Name: Pfarrhof, ehem. Schule und Armenhaus GstNr.: 2228 Pfarrhof Simmering                                                                                                   |
| ja   | Datei hochladen | Kath. Kirche, hl. Johannes Maria Baptist Vianney, Hasenleiten-Kirche HERIS-ID: 48143 Objekt-ID: 51545                | Konrad-Thurnher-Gasse 14 Standort KG: Simmering                | Die Pfarrkirche Hasenleiten wurde von 1953 bis 1959 nach Entwürfen von Ladislaus Hruska errichtet. | BDA-Hist.: Q2082665 Status: § 2a Stand der BDA-Liste: 2025-06-30 Name: Kath. Pfarrkirche hl. Johannes Maria Baptist Vianney, Hasenleiten-Kirche GstNr.: .2104                                                                                  |
| ja   | Datei hochladen | Wohnhausanlage der Gemeinde Wien, Leopold-Schwarz-Hof HERIS-ID: 48086 Objekt-ID: 51476 Wiener Wohnen: 146            | Kopalgasse 1 Standort KG: Simmering                            | Dieser Gemeindebau wurde 1955/56 von Viktor Ruczka erbaut. Die Fassade ist durchgehend genutet, eine repräsentative Plattenfassade imitierend. Die Ecke zur Simmeringer Hauptstraße ist im Erdgeschoß gerundet und darüber befinden sich (auch zur Rinnböckstraße hin) Eckbalkone. Über der Fassade befinden sich jeweils Dachausbauten, die gegenüber den Fensterachsen allerdings leicht versetzt sind. | BDA-Hist.: Q38029263 Status: § 2a Stand der BDA-Liste: 2025-06-30 Name: Wohnhausanlage der Gemeinde Wien, Leopold-Schwarz-Hof GstNr.: .206 Leopold-Schwarz-Hof                                                                                 |
| ja   | Datei hochladen | Wohnhausanlage der Gemeinde Wien, Anton-Schrammel-Hof HERIS-ID: 48102 Objekt-ID: 51495 Wiener Wohnen: 136            | Kopalgasse 55-61 Standort KG: Simmering                        | Die städtische Wohnhausanlage wurde von 1925 bis 1926 nach Plänen von Karl Krist errichtet. Sie umfasst 218 Wohnungen. Die Anlage ist groß und unregelmäßig, ein auffälliges Element sind die zahlreichen Schein- und Zierzinnen an den Hoffassaden. Anmerkung: Den Grundstücksnummern und Adressangaben zufolge ist auch das Gebäude Kopalgasse 51–53 (ident Simoningplatz 3), das 1913 für die Arbeiter der städtischen Gaswerke erbaut wurde, im Objekt enthalten. Es ist ein viergeschoßiger blockhafter Bau mit Heimatstil-Anklängen.                                                                              | BDA-Hist.: Q587780 Status: § 2a Stand der BDA-Liste: 2025-06-30 Name: Wohnhausanlage der Gemeinde Wien, Anton Schrammel-Hof GstNr.: .1402, 75/1, .1128, 75/5, 75/6 Anton-Schrammel-Hof                                                         |
| ja   | Datei hochladen | Kachelwandbild HERIS-ID: 48124 Objekt-ID: 51520                                                                      | Lorystraße 35–37 Standort KG: Simmering                        | Das 1954 von Franz Zülow geschaffene Kachelwandbild befindet sich an der Ecke Gottschalkgasse / Lorystraße und stellt den Beginn des Spottgedichtes „Auf der Simmeringer Had' hat's an Schneider verwaht...“ aus den 1850er Jahren dar. | BDA-Hist.: Q38029443 Status: § 2a Stand der BDA-Liste: 2025-06-30 Name: Kachelwandbild GstNr.: .2065 |
| ja   | Datei hochladen | Kommunaler Wohnbau, Alfons-Petzold-Hof HERIS-ID: 48120 Objekt-ID: 51516 Wiener Wohnen: 131                           | Lorystraße 36–38 Standort KG: Simmering                        | Die städtische Wohnhausanlage wurde von 1923 bis 1924 nach Plänen von Adolf Stöckl errichtet. Sie umfasst 95 Wohnungen. Mit dem zweifarbigen Putz und verschiedenen Dekorelementen ist sie konservativer als die meisten späteren Gemeindebauten gestaltet. | BDA-Hist.: Q2644297 Status: § 2a Stand der BDA-Liste: 2025-06-30 Name: Wohnhausanlage der Gemeinde Wien, Alfons Petzold-Hof GstNr.: .1890 Alfons-Petzold-Hof                                                                                   |
| ja   | Datei hochladen | Figur „Knabengruppe“ HERIS-ID: 61719 Objekt-ID: 74188 Wien Kulturgut: 42504                                          | bei Lorystraße 35–37 Standort KG: Simmering                    | Die Plastik Knabengruppe aus Naturstein stammt von Rudolf Schwaiger aus den Jahren 1958–1960. | BDA-Hist.: Q38097112 Status: § 2a Stand der BDA-Liste: 2025-06-30 Name: Figur „Knabengruppe“ GstNr.: 414/6 Statue Lorystraße 37, Vienna |
| ja   | Datei hochladen | Kommunaler Wohnbau, Karl-Höger-Hof HERIS-ID: 48126 Objekt-ID: 51524 Wiener Wohnen: 134                               | Lorystraße 40–42 Standort KG: Simmering                        | Die städtische Wohnhausanlage wurde von 1925 bis 1926 nach Plänen von Hugo Gorge, Alfons Hetmanek und Franz Kaym errichtet. Sie umfasst 220 Wohnungen. Ein auffälliges Detail ist (ähnlich wie beim nahegelegenen Friedrich-Engels-Hof) der geometrische Fassadendekor um einige Fenster. | BDA-Hist.: Q1371099 Status: § 2a Stand der BDA-Liste: 2025-06-30 Name: Wohnhausanlage der Gemeinde Wien, Karl Höger-Hof GstNr.: .1889 Karl-Höger-Hof                                                                                           |
| ja   | Datei hochladen | Relief Türkenlager 1683 HERIS-ID: 48100 Objekt-ID: 51490 Wien Kulturgut: 41798                                       | Mautner-Markhof-Gasse 10 Standort KG: Simmering                | Dieses freistehende Sandsteinrelief hat eine Größe von 4 mal 1 Meter und stammt von Heinz Leinfellner. Es wurde bereits 1943 vom Wiener Magistrat angekauft und 1967 am jetzigen Standort aufgestellt. Anmerkung: Liegt in der Wohnhausanlage zwischen den beiden Wohnblöcken mit den Stiegen 26 und 27, am besten zugänglich über Huttererstraße. | BDA-Hist.: Q38029355 Status: § 2a Stand der BDA-Liste: 2025-06-30 Name: Relief Türkenlager 1683 GstNr.: 110/4 |
| ja   | Datei hochladen | Plastikenzaun HERIS-ID: 63472 Objekt-ID: 76137 Wien Kulturgut: 41374                                                 | Mautner-Markhof-Gasse 10 Standort KG: Simmering                | Der Plastikenzaun aus Kunststein stammt von Kurt Goebel aus dem Jahr 1967. Anmerkung: Liegt in der Wohnhausanlage gegenüber dem Eingang von Stiege 25 | BDA-Hist.: Q28727739 Status: § 2a Stand der BDA-Liste: 2025-06-30 Name: Plastikenzaun GstNr.: 110/4 Plastikenzaun, Mautner-Markhof-Gasse 10, Vienna                                                                                            |
| ja   | Datei hochladen | Wirtschaftsgebäude, Kastanienhof – ehem. Wirtschaftsgebäude des Thurnhofes HERIS-ID: 61722 Objekt-ID: 74191seit 2014 | Mautner-Markhof-Gasse 40 Standort KG: Simmering                | Dieses langgestreckte Wirtschaftsgebäude wurde wahrscheinlich im 17. Jahrhundert erbaut, seit 1605 ist an dieser Stelle eine Bierbrauerei nachgewiesen. Es besteht aus einem fünfachsigen Bauteil mit Rücksprung und hohen Rundbogenfenstern sowie einem breiten Korbbogenportal, das in ein Platzlgewölbe mit Gurten führt. | BDA-Hist.: Q38097144 Status: Bescheid Stand der BDA-Liste: 2025-06-30 Name: Wirtschaftsgebäude, Kastanienhof – ehem. Wirtschaftsgebäude des Thurnhofes GstNr.: .1455/2 Kastanienhof, Simmering                                                 |
| ja   | Datei hochladen | Schule HERIS-ID: 48083 Objekt-ID: 51473                                                                              | Molitorgasse 11 Standort KG: Simmering                         | Dieser kubische Bau mit dreiachsigem Mittelrisaliten, Dachgiebel und Pilastergliederung wurde 1888 von Johann Schneider und Anton Heindl erbaut. | BDA-Hist.: Q38029233 Status: § 2a Stand der BDA-Liste: 2025-06-30 Name: Schule GstNr.: .1088 |
| ja   | Datei hochladen | Schwestern- u. Kinderheim der Benediktinerinnen der Anbetung – St. Rafael HERIS-ID: 48078 Objekt-ID: 51468           | Molitorgasse 13 Standort KG: Simmering                         | Dieses schlichte Sichtziegelgebäude wurde 1965–1968 von Georg Lippert erbaut. Darin befindet sich die Kapelle hl. Raffael, dessen Altar und Tabernakel von Josef Troyer stammt. | BDA-Hist.: Q38029212 Status: § 2a Stand der BDA-Liste: 2025-06-30 Name: Schwestern- u. Kinderheim der Benediktinerinnen der Anbetung – St. Rafael GstNr.: .1089                                                                                |
| ja   | Datei hochladen | Schule der Stadt Wien HERIS-ID: 48089 Objekt-ID: 51479                                                               | Pachmayergasse 6 Standort KG: Simmering                        | Dieses neobarocke Schulgebäude wurde 1906/07 von Matthäus Bohdal erbaut. Die Eckrisalite weisen Feldergliederung, Pyramidenstumpfdächer und Lukarne auf. Die Mittelgeschoße werden durch eine große ionische Pilasterordnung verbunden, die Portalachse springt leicht hervor. | BDA-Hist.: Q38029283 Status: § 2a Stand der BDA-Liste: 2025-06-30 Name: Schule der Stadt Wien GstNr.: .1315 |
| ja   | Datei hochladen | Marktamt Simmeringer Viktualienmarkt HERIS-ID: 61725 Objekt-ID: 74194                                                | Polkorabplatz Standort KG: Simmering                           | Das ehemalige Marktamtsgebäude des 2009 abgerissenen Simmeringer Marktes beherbergt seit 2011 die Kinderbücherei des an der Stelle des Marktes errichteten Bildungszentrums Simmering. | BDA-Hist.: Q65063169 Status: § 2a Stand der BDA-Liste: 2025-06-30 Name: Marktamt Simmeringer Viktualienmarkt GstNr.: 400 Marktamt Simmering |
| ja   | Datei hochladen | Kommunaler Wohnbau HERIS-ID: 48084 Objekt-ID: 51474 Wiener Wohnen:                                                   | Rinnböckstraße 21 Standort KG: Simmering                       | Dieser Gemeindebau wurde 1929 von Alexander Popp errichtet. Es ist ein sehr konstruktivistisch wirkender Bau mit übereckgezogenen Balkonen und eigenwilligem Dachaufbau. | BDA-Hist.: Q38029243 Status: § 2a Stand der BDA-Liste: 2025-06-30 Name: Kommunaler Wohnbau GstNr.: .1524 |
| ja   | Datei hochladen | Relief „Bauhandwerker“ HERIS-ID: 48090 Objekt-ID: 51480                                                              | Rinnböckstraße 35–43 Standort KG: Simmering                    | Das Steinzeugrelief stammt aus dem Jahre 1951/53 von Wilhelm Frass. | BDA-Hist.: Q38029306 Status: § 2a Stand der BDA-Liste: 2025-06-30 Name: Relief „Bauhandwerker“ GstNr.: .1910 |
| ja   | Datei hochladen | Kindertagesheim HERIS-ID: 48091 Objekt-ID: 51481                                                                     | Rinnböckstraße 47 Standort KG: Simmering                       | Dieser Kindergarten wurde 1963/64 von Margarete Schütte-Lihotzky erbaut. Er hat einen windradförmigen Grundriss mit zentraler Halle. | BDA-Hist.: Q38029316 Status: § 2a Stand der BDA-Liste: 2025-06-30 Name: Kindertagesheim GstNr.: 1797/3, .1315, 1797/14 |
| ja   | Datei hochladen | Kommunaler Wohnbau HERIS-ID: 48085 Objekt-ID: 51475 Wiener Wohnen: 820                                               | Schneidergasse 9 Standort KG: Simmering                        | Dieser kommunale Wohnbau wurde 1928/29 von Friedrich Fischer erbaut. Das Gebäude ist stark horizontal betont und weist im Erdgeschoß sowie in den Fensterzonen Klinkerverkleidung auf. | BDA-Hist.: Q38029254 Status: § 2a Stand der BDA-Liste: 2025-06-30 Name: Kommunaler Wohnbau GstNr.: .1525 |
| ja   | Datei hochladen | Skulptur „Spielende Löwen“ HERIS-ID: 48087 Objekt-ID: 51477 Wien Kulturgut: 41658                                    | Simmeringer Hauptstraße 13 Standort KG: Simmering              | Diese Plastik aus Naturstein stammt von Alfred Hrdlicka aus den Jahren 1957/61. | BDA-Hist.: Q38029274 Status: § 2a Stand der BDA-Liste: 2025-06-30 Name: Skulptur „Spielende Löwen“ GstNr.: .229 |
| ja   | Datei hochladen | Mosaik, Putzbild von Fritz Riedl HERIS-ID: 63474 Objekt-ID: 76140                                                    | Simmeringer Hauptstraße 60–64 Standort KG: Simmering           | Das 57 mal 2 Meter große Sgraffitowandbild Abstraktion von Fritz Riedl stammt aus dem Jahr 1955. | BDA-Hist.: Q38103459 Status: § 2a Stand der BDA-Liste: 2025-06-30 Name: Mosaik, Putzbild von Fritz Riedl GstNr.: .296/4 |
| ja   | Datei hochladen | Kommunaler Wohnbau, Rosa-Jochmann-Hof HERIS-ID: 48142 Objekt-ID: 51543 Wiener Wohnen: 823                            | Simmeringer Hauptstraße 142–150 Standort KG: Simmering         | Dieser Gemeindebau wurde 1931/32 nach Plänen von Josef Frank und Oskar Wlach errichtet. Es handelt sich um einen langgestreckten Bau um einen großen Innenhof. | BDA-Hist.: Q28464803 Status: § 2a Stand der BDA-Liste: 2025-06-30 Name: Wohnhausanlage der Gemeinde Wien GstNr.: 808/11 Rosa-Jochmann-Hof |
| ja   | Datei hochladen | Straßenbahnremise Simmering (Halle I+II) HERIS-ID: 24060 Objekt-ID: 20433                                            | Simmeringer Hauptstraße 156–160 Standort KG: Simmering         | Die Straßenbahnremise wurde 1900 von Alois Schumacher erbaut. Sie besteht aus langgestreckten Hallen in Backstein und eisernen Dachkonstruktionen. | BDA-Hist.: Q37881358 Status: Bescheid Stand der BDA-Liste: 2025-06-30 Name: Straßenbahnremise Simmering (Halle I+II) GstNr.: .573/1 Betriebsbahnhof Simmering                                                                                  |
| ja   | Datei hochladen | Gartensiedlung Weißenböckstraße HERIS-ID: 61697 Objekt-ID: 74159 Wiener Wohnen: 58                                   | Simmeringer Hauptstraße 194–196 Standort KG: Simmering         | Der Gemeindebau mit 56 Wohnungen wurde von 1922 bis 1928 nach Entwürfen von Alfons Hetmanek und Franz Kaym errichtet. Ein Zierbrunnen von Fritz Tiefenthaler befindet sich auf einem zentralen Platz der Wohnhausanlage. | BDA-Hist.: Q2282689 Status: § 2a Stand der BDA-Liste: 2025-06-30 Name: Gartensiedlung Weißenböckstraße GstNr.: .1539, .1540, .1541, .1542, .1543, .1544, .1545, .1546 Siedlung Weißenböckstraße                                                |
| ja   | Datei hochladen | Kommunaler Wohnbau, Strindberghof HERIS-ID: 48098 Objekt-ID: 51488 Wiener Wohnen: 137                                | Strindberggasse 1, 2 Standort KG: Simmering                    | Die städtische Wohnhausanlage wurde von 1930 bis 1933 nach Plänen von Emil Hoppe und Otto Schönthal errichtet. Sie umfasst 552 Wohnungen. An der straßenseitigen Fassade in der Strindberggasse befinden sich die 1933 von Angela Stadtherr gestalteten Kupferblechreliefs Symphonie der Arbeit und Lebensallegorien. | BDA-Hist.: Q2356300 Status: § 2a Stand der BDA-Liste: 2025-06-30 Name: Wohnhausanlage der Gemeinde Wien, Strindberghof GstNr.: .1660, .1661 Strindberghof                                                                                      |
| ja   | Datei hochladen | Figur „Flora“ HERIS-ID: 61034 Objekt-ID: 73434 Wien Kulturgut: 41403                                                 | Zippererstraße, Josef-Haas-Hof Standort KG: Simmering          | Die auf dem Bauwich stehende Plastik Flora stammt aus den Jahren 1951/54 von Edwin Grienauer. | BDA-Hist.: Q38094047 Status: § 2a Stand der BDA-Liste: 2025-06-30 Name: Figur „Flora“ GstNr.: 1797/8 |

## Ehemalige Denkmäler
| Foto |                 | Denkmal                                                                         | Standort                                  | Beschreibung | Metadaten |
| ---- | --------------- | ------------------------------------------------------------------------------- | ----------------------------------------- | --- | --- |
| ja   | Datei hochladen | Stöcklgebäude, Simmeringer Friedhof HERIS-ID: 61794 Objekt-ID: 74269bis 2020    | Unter der Kirche 5 Standort KG: Simmering | Der Simmeringer Friedhof ist der erweiterte alte Kirchhof um die Pfarrkirche. Er wurde jeweils am Anfang und am Ende des 19. Jahrhunderts erweitert. Dieses Stöckl ist ein spätbarockes Gebäude mit Volutengiebel. | BDA-Hist.: Q38097450 Status: § 2a Stand der BDA-Liste: 2020-02-29 Name: Stöcklgebäude GstNr.: 1033/2 Stöckl, Simmeringer Friedhof |
| ja   | Datei hochladen | Aufbahrungshalle, Simmeringer Friedhof HERIS-ID: 56750 Objekt-ID: 66312bis 2020 | Unter der Kirche 5 Standort KG: Simmering | Die Ende des 19. Jahrhunderts erbaute Aufbahrungshalle stammt in ihrer jetzigen Form aus den Jahren 1978/79, als sie von Erich Boltenstern umgebaut wurde.                                                         | BDA-Hist.: Q38073392 Status: § 2a Stand der BDA-Liste: 2020-02-29 Name: Aufbahrungshalle, Simmeringer Friedhof GstNr.: 1033/2     |